# 숙희 (드라마)
《숙희》는 1995년 4월 19일부터 1995년 10월 12일까지 방영된 문화방송 수목드라마인데 그 동안 보조 역할에 그친 여성의 역할을 드라마의 중심으로 끌어올렸으나 '삼각관계'란 진부한 틀에서 벗어나지 못했다는 지적이 있었다.

## 기획 의도
숙희라는 똑같은 이름을 가진 두 여자의 상반된 캐릭터에서 빚어지는 우정과 배신, 사랑을 그린 멜로 드라마

## 등장 인물
- 고소영 : 큰 김숙희 역
- 심은하 : 작은 김숙희 역
- 임주완 : 송민혁 역
- 최성준 : 큰 숙희 오빠 김재덕 역
- 김명수 : 강준철 역
- 이영하 : 박영식 역
- 임경옥 : 민자 역
- 남성훈 : 김성훈 역
- 양미경 : 장혜경 역
- 김해숙 : 오인실 역
- 양금석 : 김미란 역
- 백경순 : 송 집사 역
- 남윤정 : 민혁의 어머니 역
- 김윤희 : 송은주 역
- 김상경 : 이강호 역
- 이묵원 : 강회장 역
- 임정하 : 정동현 역
- 김호영 : 읍장 역
- 홍순창
- 나성균
- 김선민

## 편성 변경 및 결방 사유
- 1995년 6월 29일: 삼풍백화점 붕괴 사고 특보 편성으로 인해 결방
- 1995년 8월 16일: 특집드라마 〈최승희〉 2부 편성으로 인해 결방
- 1995년 8월 17일: 34회, 35회분 연속 방영

## 참고 사항
- 숙희 역은 당초 신은경이 낙점[2]됐으나 MBC <종합병원>의 촬영과 CF 스케줄 등으로 고사하자 고소영을 간신히 캐스팅했다. 하지만 전작 <아들의 여자>에 이어 잇달아 투입시켜[3] 비판을 받았다.
- 민자 역으로 나온 임채원(당시 임경옥)은 1995년 4월 5일 시작하여 5월 11일 종영한 수목 미니시리즈 <우리들의 넝쿨>에 출연하고 있었으며[4] 이 때문에 따끔한 눈초리를 받아야 했다.
- 납치, 폭행, 린치 등 많은 폭력 장면이 나오면서 1995년 6월 방송위원회로부터 사과명령을 받았고,[5] 결국 1995년 드라마 부문 워스트에 선정되는 불명예를 안았다.[6]